# Sharp PC-7000
Sharp PC-7000 (PC-7000) је био преносиви рачунар фирме Шарп (Sharp) који је почео да се производи у Јапану од 1985. године.
Користио је Intel 8086 као микропроцесор. RAM меморија рачунара је имала капацитет од 320k (704k највише). 
Као оперативни систем кориштен је MS-DOS.

## Детаљни подаци
Детаљнији подаци о рачунару PC-7000 су дати у табели испод.
|                       |                                                                                 |
| [ 1 ]                 |                                                                                 |
| Произвођач            | Шарп                                                                            |
| Тип                   | преносиви рачунар                                                               |
| Меморија              | 320k (704k највише)                                                             |
| Поријекло             | Јапан                                                                           |
| Година                | 1985                                                                            |
| Тастатура             | тастатура са пуним помаком тастера, нумеричка тастатура, 10 функцијских тастера |
| Процесор              | 8086                                                                            |
| Фреквенција процесора | 7,37 или 4,77                                                                   |
| RAM                   | 320k (704k највише)                                                             |
| ROM                   | 16k                                                                             |
| Текст                 | 80 x 24                                                                         |
| Графика               | 640 x 200                                                                       |
| Боја                  | једна боја, показивач са текућим кристалом                                      |
| Звук                  | мали звучник                                                                    |
| Димензије             | 410 x 160 x 215 / 8,5                                                           |
| Портови               |                                                                                 |
| Оперативни систем     |                                                                                 |